# Keleti tartomány (Szaúd-Arábia)

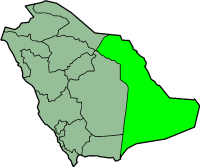
Keleti tartomány elhelyezkedése Szaúd-Arábián belül

A Keleti tartomány (arabul المنطقة الشرقية [al-Minṭaqa aš-Šarqiyya]) Szaúd-Arábia tizenhárom tartományának egyike. Az ország legnagyobb tartománya, de területének nagy része lakatlan, mivel hozzá tartozik a Rab-el-Háli sivatag nagy része. Északnyugaton Északi határvidék tartomány, északkeleten Kuvait, keleten a Perzsa-öböl és Katar, délkeleten az Egyesült Arab Emírségek és Omán, délnyugaton Jemen és Nadzsrán tartomány, nyugaton pedig Rijád tartomány határolja. Székhelye ed-Dammám városa. Területe 672 522 km², népessége a 2004-es népszámlálási adatok szerint 3 360 157 fő. Kormányzója Muhammad bin Fahd bin Abd al-Azíz Ál Szuúd herceg.

## Fordítás
Ez a szócikk részben vagy egészben  a   Liste der Provinzen Saudi-Arabiens című német Wikipédia-szócikk ezen változatának fordításán alapul.  Az eredeti cikk szerkesztőit annak laptörténete sorolja fel. Ez a jelzés csupán a megfogalmazás eredetét és a szerzői jogokat jelzi, nem szolgál a cikkben szereplő információk forrásmegjelöléseként.